# Astermambo/Making Woopie
Astermambo/Making Woopie è un singolo di Fred Buscaglione e i suoi Asternovas, pubblicato nel 1956 e inserito nel secondo album Fred Buscaglione e i suoi Asternovas.

## Descrizione
Mentre il lato A è un brano strumentale di Buscaglione, il retro, pur essendo sull'etichetta accreditato a Buscaglione, è in realtà una cover di Makin' Whoopee, brano del 1928 lanciato nel musical Whoopee!

## Tracce
LATO A
1. Astermambo (musica: Fred Buscaglione)

LATO B
1. Making Woopie (testo: Gus Kahn – musica: Walter Donaldson)

## Formazione
- Fred Buscaglione – voce

### Asternovas
- Gianni Saiu – chitarra
- Dino Arrigotti – pianoforte
- Carletto Bistrussu – batteria
- Berto Pisano – contrabbasso
- Giulio Libano – tromba
- Giorgio Giacosa – sax, clarinetto, flauto